# وسپرم‌گالشا
وسپرم‌گالشا (به مجاری:  Veszprémgalsa) یک شهرداری در مجارستان است که در وسپرم واقع شده‌است. وسپرم‌گالشا ۸٫۷۱ کیلومتر مربع مساحت و ۳۰۱ نفر جمعیت دارد.